# ديزة كبيرة السنابل
ديزة كبيرة السنابل (الاسم العلمي:Disa macrostachya) هي نوع من النباتات تتبع جنس الديزة من الفصيلة السحلبية.